# Estación Tres Poniente
Tres Poniente será la quinta estación del futuro Tren Melipilla-Estación Central, que conectará la ciudad de Santiago con Melipilla en la Región Metropolitana de Santiago, Chile.
La estación está proyectada para que inicie sus operaciones en 2027.

## Infraestructura
La estación se encuentra en un nodo crucial de conectividad en la comuna de Maipú, situada a unos 150 metros al oriente del cruce de Avenida Tres Poniente y adyacente a Camino a Melipilla, las principales arterias viales de la comuna.
El diseño de la estación busca integrarse con el diseño urbano del entorno local. El acceso norte al «Parque del Ferrocarril», un espacio verde recientemente desarrollado, se alinea con la estación, cuya geometría se adapta como una extensión del parque. Esto se traduce en el diseño de la estación como un acceso semicircular, diseñado para funcionar como el acceso principal de la estación y brindar servicio a las zonas residenciales del norte. Hacia el sur, un acceso rectangular enlaza directamente la estación con los paraderos en Camino a Melipilla, ofreciendo una solución de acceso más directa.
En lo que respecta al diseño de la vía en sí, la vía izquierda para pasajeros se mantendrá en una alineación recta, mientras que las vías restantes serán desplazadas hacia la derecha para generar espacio para el andén. A la derecha de las vías, se propone una zona ajardinada y un complejo de canchas polideportivas, añadiendo un toque de verdor y actividad recreativa al espacio.

### Paso desnivelado Tres Poniente
El diseño actual del cruce vehicular se propone cambiar para permitir un paso inferior que se extiende por debajo de las vías, la Av. del Ferrocarril y el Camino a Melipilla. Esta propuesta también busca mantener el nivel del Camino a Melipilla y la Avda. del Ferrocarril, eliminando la necesidad de intersecciones elevadas. Además, para garantizar la seguridad y accesibilidad de los peatones, se planea una pasarela peatonal sobre las vías cerca del paso a nivel existente.

## Servicios
Está en proceso de construcción el servicio de pasajeros Tren Melipilla-Estación Central, El tramo Lo errázuriz Talagante estará operativo en 2027, mientras que el tramo Talagante-Melipilla lo estará en 2029.

## Origen etimológico
Adquiere su nombre por la calle homónima de la comuna de Maipú. Su ubicación estará entre el pasaje Osvaldo Muñoz Romero y Av. Tres Poniente, dentro de la Villa Los Héroes. Es considerada la de mayor demanda, se estima que recibirá unos 3000 pasajeros al día en hora punta.[cita requerida]

## Conexión con Red Metropolitana de Movilidad
La estación posee 3 paraderos de la Red Metropolitana de Movilidad en sus alrededores, los cuales corresponden a:
| Paradero / Código                                     | Recorridos |
| ----------------------------------------------------- | --- |
| Camino a Melipilla / esq. El Milagro (PI276)          | 111 (Metro Pajaritos) - 113 (Metro Los Héroes) - 113c (Metro Cerrillos) - 115 (Metro Los Héroes) - 115c (Metro Cerrillos) - I04 (Metro San Alberto Hurtado) - I04c (Metro Plaza de Maipú) - I11 (Rinconada) - I11n (Metro Plaza de Maipú) - I35 (Metro Del Sol) |
| Camino a Melipilla / esq. Avenida 3 Poniente (PI301)  | 111 (Ciudad Satélite) - 113 (Ciudad Satélite) - 113c (Ciudad Satélite) - 115 (Villa El Abrazo) -115c (Villa El Abrazo) - I04 (Villa El Abrazo) - I04c (Villa El Abrazo) - I11 (Ciudad Satélite) - I11n (Ciudad Satélite) - I35 (Padre Hurtado)                  |
| Avenida 3 Poniente / esq. Av. del Ferrocarril (PI646) | I01 (Hospital Borja Arriarán) |